# Guérewol

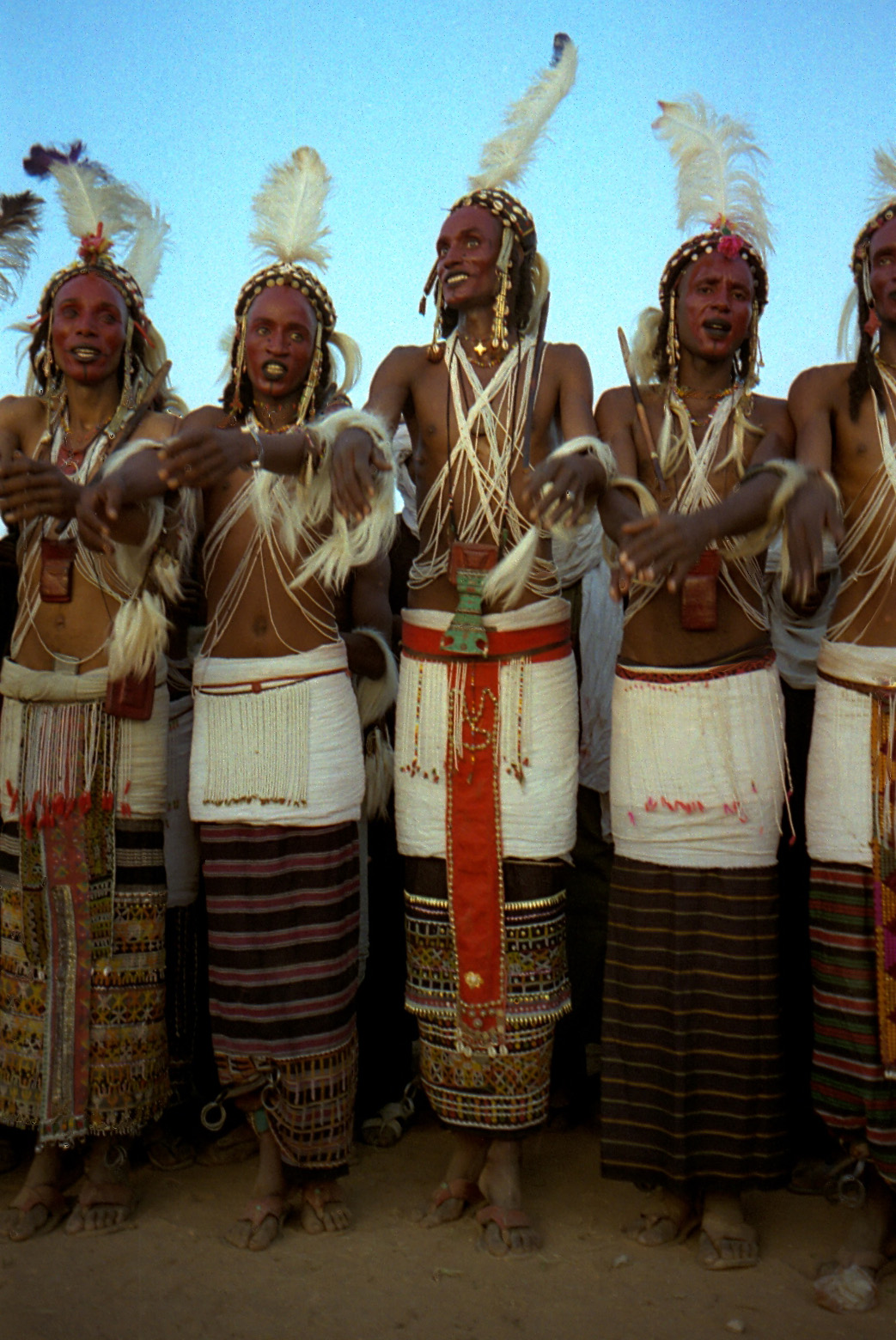
Partecipanti di etnia wodaabe al Guérewol

Il Guérewol (var. Guerewol, Gerewol) è un annuale corteggiamento rituale concorso tra i Wodaabe Fulani del Niger. Giovani vestiti in ornamenti elaborati, si assembrano lungo linee per ballare e cantare, in lizza per attirare le attenzioni di giovani donne da marito. Il Guérewol avviene ogni anno. Tradizionalmente, i pastori nomadi Wodaabe si riuniscono al margine meridionale del Sahara prima di disperdersi verso sud sulla strada della transumanza durante la stagione secca. Il più famoso punto di ritrovo è Ingall nel nord-ovest del Niger, dove hanno un festival di grandi dimensioni per il Wodaabe, un mercato ed una serie di incontri fra clan e pastori Tuareg.
L'evento di danza si chiama Yaake, mentre altri momenti del rituale, meno famosi, riguardano la discussione sulla dote, delle competizioni o corse di cammelli tra corteggiatori.

## Incontro annuale
Alla fine della stagione delle piogge nel mese di settembre, diversi clan nomadi si incontrano nel viaggio Wodaabe di Ingall per raccogliere il sale e partecipare al festival della Cure Salée. Qui i giovani Wodaabe, elaboratamente truccati, vestendo piume e altri ornamenti, eseguono danze e canzoni per impressionare le donne. La bellezza ideale maschile dei Wodaabe sottolinea la grande statura, occhi e denti bianchi; gli uomini spesso roteano gli occhi e mostrano i denti per enfatizzare queste caratteristiche.

## Musica e danza
La musica e la danza in linea sono tipiche delle tradizioni Fula. La musica è caratterizzata da cantanti  accompagnati dal battere delle mani, dei piedi e da campanelle. Il Guérewol è uno degli esempi più famosi di questo stile musicale, che lega suoni ripetitivi, ipnotici e tradizioni corali percussionistiche. Lo Yaake vede i giovani uomini intrecciare le braccia ed alzarsi ed abbassarsi sulle dita dei piedi. Lo Yaake avviene davanti ad una giovane donna da marito, a volte insistendo sull'intera settimana del Guérewol. I pretendenti si spostano nell'accampamento della donna per mostrare il loro interesse, la loro resistenza fisica e la loro bellezza. Spesso, i partecipanti bevono una bevanda a base di latte fermentato, che dà loro l'energia per ballare durante lunghe ore, con possibili effetti allucinogeni.

## Turismo
Il rituale Guérewol è diventato un'attrazione turistica. Reportage dello spettacolo sono stati pubblicati su varie riviste tra cui il National Geographic.